# Ealhfrith
Ealhfrith (auch Alhfrith, Alchfrith, Ealhferth, Ealhferð, Ælferð, Ælhferð) ist ein angelsächsischer männlicher Vorname. Der Name ist aus den Elementen Ealh- (=„Schutz, Haus, Tempel, Siedlung“) und -frith (=„Friede, Schutz, Ruhe, Sicherheit, Asyl, Ordnung“) zusammengesetzt. Bedeutende Namensträger waren:
- Ealhfrith (Deira), Unterkönig von Deira (655–664)
- Ealhfrith (Winchester), Bischof von Winchester (862/867–871/877)